# 汉娜·汤普森
汉娜·汤普森（Hanna Thompson，1983年11月1日—），生於罗切斯特，是一名美国女子击剑运动员，主攻花剑。她曾在2008年夏季奥林匹克运动会中获得女子花剑团体银牌。湯普森畢業於金門大學法學院，當今是Foley & Lardner的訴訟律師。